# جوني لي ميلر
جوني لي ميلر 15 نوفمبر 1972 ممثل إنجليزي شهير نشأ بمدينة ساري الإنجليزية، وهو من عائلة فنية. والده «آلان ميلر» الممثل المسرحي في الخمسينات بينما جده الممثل «برنار لي» الذي مثل في أفلام (جيمس بوند) الأولى. وقد ظهر جوني في العديد من المسرحيات بالمدرسة الثانوية، وعلى الرغم من طبعه الهادئ الخجول، إلا أنه كان يعبر بقوة عن نفسه أثناء تمثيله ولأجل التمثيل ترك دراسته وهو ما يزال عمره 17 عامًا. شارك في العديد من المسلسلات منذ عام 1982 بينما أول فيلم له كان (القراصنة) عام 1995 مع النجمة «أنجلينا جولي» والتي تزوجها عام 1996 ثم انفصلا بعد أربع سنوات من ارتباطهما. وفي عام 2008 تزوج من الممثلة «ميشيل هيكس»، ومن أبرز أعماله (الظلال الداكنة) عام 2012.

## البدايات
بعد عدد من الأدوار الصغيرة في عدد من الأفلام؛ جاءت نقطة انطلاق «ميلر» عام 1995 ببطولته فيلم Hackers مع الممثلة الشابة في ذلك الوقت «أنجلينا جولي»؛ والتي تزوجها بعدها بعام، وهو نفس العام الذي ظهر فيه مع الممثل الشهير «إيوان ماكجريجور» في فيلم Trainspotting؛ وهو الدور الذي لفت إليه الأنظار.
في عام 2000 شارك «ميلر» في بطولة النسخة الجديدة من «دراكيولا» التي أخرجها مخرج الرعب الشهير «ويز كرافن» والتي تحمل عنوان Dracula 2000. وفي عام 2005 كان «ميلر» أحد المرشحين لخلافة النجم «بيرس بروسنان» في دور «جيمس بوند»؛ وهو الدور الذي ذهب بعدها إلى النجم «دانييل كريج».
شارك «ميلر» أيضًا عام 2010 في الموسم الخامس من المسلسل التليفزيوني الشهير Dexter. وفي عام 2011 قام ببطولة العرض المسرحي البريطاني الناجح Frankenstein.

## مواقع خارجية
- جوني لي ميلر على موقع IMDb (الإنجليزية)
- جوني لي ميلر على موقع الموسوعة البريطانية (الإنجليزية)
- جوني لي ميلر على موقع ألو سيني (الفرنسية)
- جوني لي ميلر على موقع ميوزك برينز (الإنجليزية)
- جوني لي ميلر على موقع تيرنر كلاسيك موفيز (الإنجليزية)
- جوني لي ميلر على موقع أول موفي (الإنجليزية)
- جوني لي ميلر على موقع قاعدة بيانات برودواي على الإنترنت (الإنجليزية)
- جوني لي ميلر على موقع قاعدة بيانات الأفلام السويدية (السويدية)
- جوني لي ميلر على موقع إن إن دي بي (الإنجليزية)
- جوني لي ميلر على موقع قاعدة بيانات الفيلم (الإنجليزية)